# Oswego, Kansas
Oswego är administrativ huvudort i Labette County i Kansas. Orten har fått sitt namn efter Oswego i delstaten New York. Enligt 2020 års folkräkning hade Oswego 1 668 invånare.